# Saxon Huxley
Ross Cooke (* 1. Februar 1988 in London, England, Vereinigtes Königreich) ist ein englischer Wrestler. Er stand zuletzt bei der WWE unter Vertrag und trat regelmäßig in deren Show NXT UK auf.

## Wrestling-Karriere

### Independent-Ligen (seit 2012)
Cooke gab sein Debüt am 15. September 2012 bei Great Bear Promotions, hier verlor er gegen LA Austin. Sein nächstes Match bestritt er am 18. Mai 2013 und verlor gegen Dylan Roberts. Hiernach begann er für diverse Promotions zu kämpfen, unter anderem für Championship Wrestling from Hollywood, Wrestling Pro Wrestling, Apex Wrestling und Pro Wrestling Holland. In dieser Zeit gewann er den Empire Tag Team Championship, RISE Championship und TGW Championship.

### World Wrestling Entertainment (2017–2022)
Saxon gab sein WWE-Debüt am 14. Januar beim WWE United Kingdom Championship Turnier 2017. Er wurde in der ersten Runde von Sam Gradwell eliminiert. Am 6. Mai besiegte er zusammen mit Akira Tozawa das Team aus The Brian Kendrick & Tony Nese. Am 12. Mai besiegte er gemeinsam mit Trent Seven und Tyler Bate das Team aus James Drake, Joseph Conners und Pete Dunne in einem Six Man Tag Team Match. Am 17. Mai 2018 verlor er mit Joseph Conners & Tyson T-Bone gegen Mark Andrews, Tyler Bate & Wolfgang .
Am 28. Juli 2018 trat Huxley bei NXT UK auf und kämpfte gegen Trent Seven. Während der NXT UK Tapings am 25. August besiegte er gemeinsam mit Joseph Conners Amir Jordan & Kenny Williams. Am 13. Oktober verlor er ein Dark Match gegen Eddie Ryan.
Am 16. Januar 2019 verlor er gegen Ligero. Während der Episoden von NXT UK im März und Juni nahm Huxley sein Tag Team mit T-Bone wieder auf und trat in Tag-Team-Matches gegen Amir Jordan & Kenny Williams und The Hunt an. Am 16. Juni, in der dritten Nacht des NXT 2019 beim Download, verlor er gegen Damian Priest. Ab Juli 2019 verlor er jedes Match, in welchem er stand. Er verlor gegen Alexander Wolfe, Ilja Dragunov, Dave Mastiff und Ridge Holland. Am 18. August 2022 wurde bekannt gegeben, dass er von der WWE entlassen wurde.

## Titel und Auszeichnungen
- RISE Underground Pro Wrestling
  - RISE Championship (1×)

- True Grit Wrestling
  - TGW Championship (1×)

- Empire Wrestling
  - Empire Tag Team Championship (1×) mit Gabriel Kidd